# Нефтебаза (Олёкминский район)
Нефтеба́за — село в Олёкминском районе Республики Саха (Якутия) России. Входит в состав городского поселения город Олёкминск.

## География
Село находится в юго-западной части Якутии, в пределах левобережной части долины реки Лена, на расстоянии 12 км от города Олёкминска, административного центра района.

### Климат
Климат характеризуется как резко континентальный. Средняя температура воздуха самого тёплого месяца (июля) составляет 18 °C; самого холодного (января) — −30 − −35 °C. Среднегодовое количество атмосферных осадков составляет 200—300 мм.

## История
Согласно Закону Республики Саха (Якутия) от 30 ноября 2004 года N 173-З N 353-III село вошло в образованное муниципальное образование Городское поселение город Олёкминск.

## Население
| 2002 | 2010 | 2021 |
| ---- | ---- | ---- |
| 259  | ↘227 | ↘205 |

### Национальный состав
Согласно результатам переписи 2002 года, в национальной структуре населения русские составляли 78 % из 259 чел.

## Улицы
В селе имеются две улицы: Лесная и Набережная.